# Derbonne
La Derbonne est la rivière suisse qui coule dans le Vallon de Derbon et alimente le lac de Derborence.
Elle est située sur la commune de Conthey en Suisse.